# Airlines of Tasmania
Airlines of Tasmania — регіональна комерційна авіакомпанія, що базується в Хобарті (Аеродром Кембридж/Хобарт), Лонсестон (Аеропорт Лонсестон) і Він'ярді (Аеропорт Берні), що знаходяться на острові Тасманія (Австралія).
Авіакомпанія Airlines of Tasmania була створена в 1984 році. Компанією-засновником є Aerotechnology Pty Ltd, яка була створена в 1970-х роках, і до якої також належить підрозділ Par Avion, яка здійснює туристичні польоти по мальовничих місцях Тасманії.

## Повітряний флот

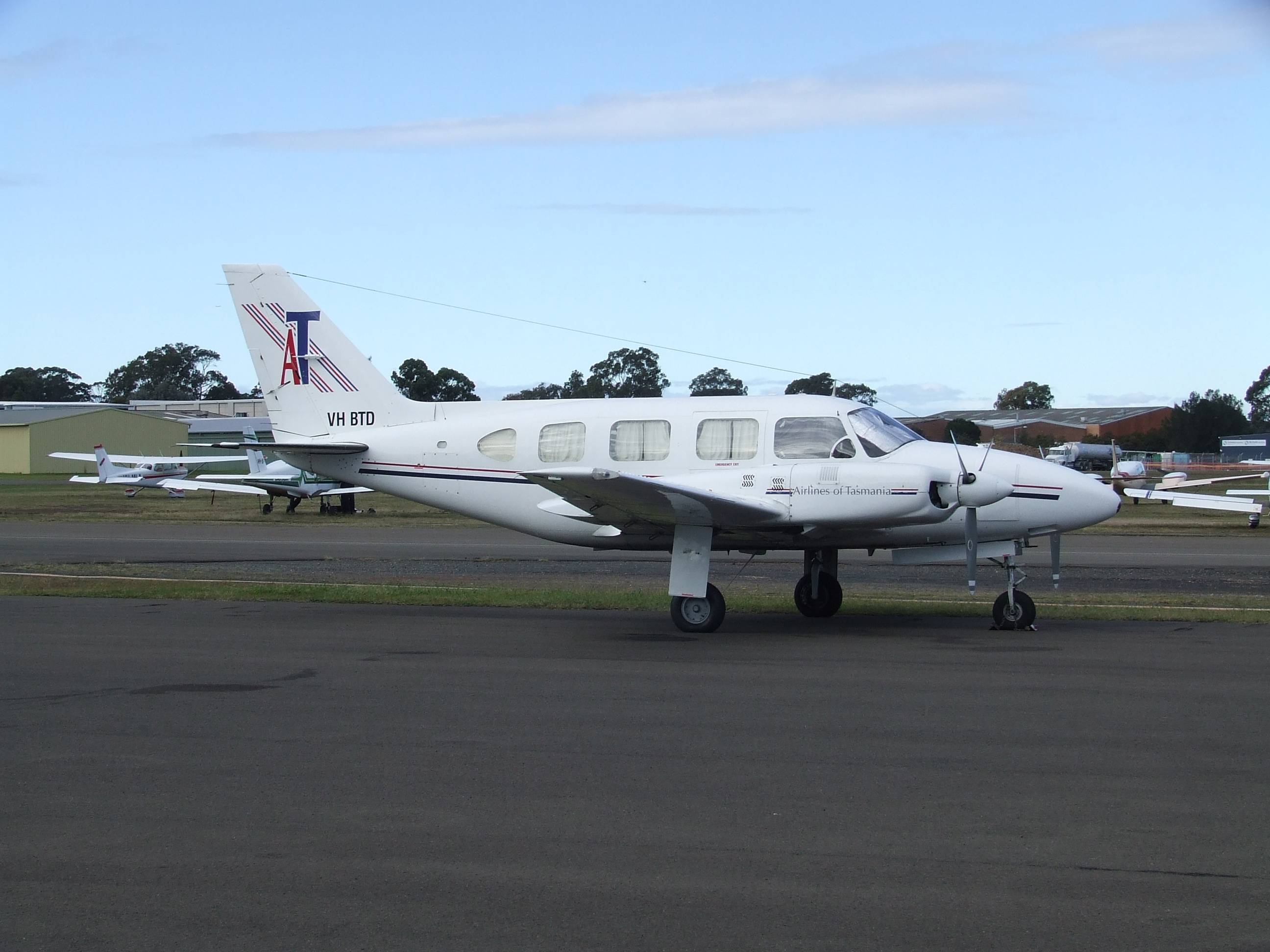
Літак Piper PA-31 Navajo авіакомпанії Airlines of Tasmania

Станом на лютий 2015 року повітряний флот авіакомпанії Airlines of Tasmania складали наступні літаки:

## Маршрутна мережа
У жовтні 2011 року маршрутна мережа регулярних пасажирських перевезень авіакомпанії Airlines of Tasmania включала в себе наступні пункти призначення:
| Місто              | Країна    | ІАТА | ІКАО | Аеропорт                    |
| Лонсестон          | Австралія | LST  | YMLT | Аеропорт Лонсестон          |
| Берні              | Австралія | BWT  | YWYY | Аеропорт Берні              |
| Острів Кінг        | Австралія | KNS  | YKII | Аеропорт Кінг-Айленд        |
| Острів Кейп-Баррен | Австралія | CBI  | —    | Аеропорт Кейп-Баррен-Айленд |

До жовтня 2010 року аеропорт острова Фліндерс обслуговувався літаками авіакомпанії Airlines of Tasmania, але після цього він став обслуговуватися літаками іншої авіакомпанії — Sharp Airlines.